# USS Buffalo (1893)
O USS Buffalo foi um navio auxiliar da Marinha dos Estados Unidos. Foi lançado em 31 de maio de 1893 pela Newport News Shipbuilding, em Newport News, como El Cid para a Morgan Line da Southern Pacific Railroad. Ela foi concluída em agosto de 1893 e vendida para o Brasil e renomeada para Nictheroy. Adquirido pela Marinha do governo brasileiro em 11 de julho de 1898, passou a se chamar Buffalo, comissionado ordinariamente uma semana depois, equipado como cruzador auxiliar no New York Navy Yard; e colocado em plena comissão em 22 de setembro de 1898, com o tenente-comandante Joseph Newton Hemphill no comando.